# کارستن فینگر
کارستن فینگر (آلمانی: Karsten Finger؛ زادهٔ ۲۸ ژانویهٔ ۱۹۷۰) قایقران روئینگ اهل آلمان است.